# Borhák

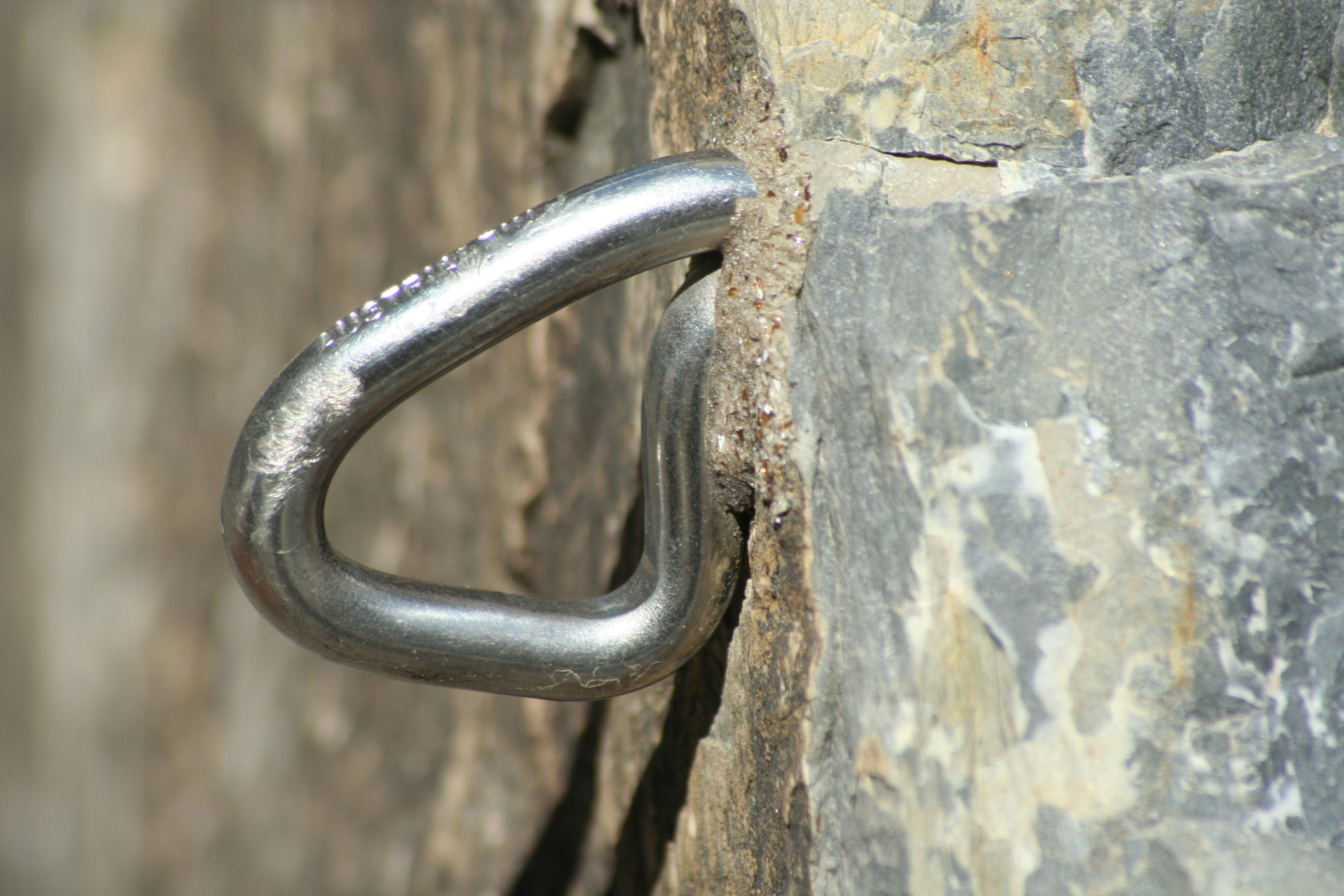
Borhák ve skále

Borhák je v horolezectví fixní jistící prostředek, který se osazuje do vyvrtaných děr ve skalních stěnách.

## Terminologie
Borhák je slangové slovo používané mezi horolezci. Jde o zkomolené spojení německého slovesa bohren a podstatného jména der Haken (vrtat a hák). Němci ho označují také za Bühlerhaken (Bühlerovu skobu). Technicky se jedná o tzv. vrtanou skobu a (následně) lepenou kotvu.
Mezi podobné jistící prostředky patří nýt (plaketa - plíšek s okem, přinýtovaná do skalní stěny pomocí mechanické kotvy - kovové hmoždinky), rozdíl je ve způsobu upevnění do skály i v následné manipulaci během lezení. Někdy se oba termíny chybně používají pro obě jistící pomůcky jak v Česku tak v překladech.
Ve skalách se můžeme setkat také s dalšími podobnými výrazy jako bór, což je vrtací tyč používaná při vrtání děr pro odstřel lomových stěn (někde zůstaly ve skále dodnes). Dále horolezci používají termín bórek což je jiné pojmenování navrtáváku — malý trubkový vrták se závlačkou a smyčkou, který používají prvovýstupci na pískovcových skalách, ručně jej při výstupu zavrtají pomocí kladiva a otáčení do skály, a poté se do jednoho až tří zavěsí, aby si uvolnili ruce pro osazení pískovcového kruhu. Kruhy se v posledních letech namísto cementování také lepí, oproti borháku mají jiný tvar a zacvaknutí karabiny zde vyžaduje větší zručnost.

## Osazení do skály
První borháky do skalních cest osazují prvovýstupci či autoři cest, kteří poprvé vylezli určitou cestou na vrchol, nebo do cesty nejprve osadili shora jištění (pokud to místní pravidla dovolují). Borháky se osazují do předvrtané díry, která je vyplněna lepidlem (chemickou kotvou pro venkovní užití). Další lezci poté borháky používají tak, že při zdolávání cesty zajistí svůj konec lana do borháku (typicky pomocí karabiny - expresky). Případný pád lezce je tak zachycen posledním borhákem, do kterého se lezec zajistil.

## Výrobci borháků
V Česku vyrábí borháky firmy Raveltik (následně pod firmou Singing Rock) nebo Kouba, mezi zahraniční výrobce patří např. Fixe a Petzl. Na českých skalách i lezeckých stěnách se v devadesátých letech začaly objevovat nýty firmy Pestr – trojúhelníková očka ze svařeného drátu, která se do skalní stěny upevňovala pomocí mechanické kotvy a na umělých stěnách pomocí inbusových šroubů. Jde tedy o nýty, oproti klasickým plaketám mají ale výhodu oblých hran, nejedná se však o lepené borháky, i když na venek mohou vypadat podobně.

## Chemické kotvy
Český horolezecký svaz, který skrze správce skal a oblastní vrcholové komise zajišťuje údržbu jištění na českých skalách, pro borháky otestoval a distribuuje správcům chemické kotvy značky Fischer či Den Braven, dále se používá také Berner (jedná se o dvousložková vinylesterová lepidla pro venkovní užití, nikoliv polyesterová). Lepidla Hilti jsou nepoměrně drahá, používají se ale např. na Slovensku. Používají se jak letní tak zimní směsi s rozdílnou teplotou užití a dobou vytvrdnutí lepidla. Podle rozměrů a počtu vrtaných otvorů se používají kartuše různých gramáží tlačené lepicí pistolí (i ty jsou různé dle výrobce), u krátkých borháků lepených jednotlivě lze využít skleněné ampule.